# 天主教布里斯班总教区
天主教布里斯班總教區（拉丁語：Archidioecesis Brisbanensis）是澳大利亞一個羅馬天主教教省總教區，下轄四個教區。
教區包括昆士蘭州東南部，教座位於首府布里斯班。2011年有教友719,105人，2006年有109個堂區、252名司鐸。現任總主教為馬爾谷·柯勒律治。
1859年4月12日建立教區，1887年5月10日升為總教區。